# CFAO (entreprise)
Pour les articles homonymes, voir CFAO.
Le groupe CFAO (Corporation For Africa & Overseas) est une société multinationale spécialisée dans les secteurs de la distribution automobile, des produits et services pharmaceutiques, de la gestion de centres commerciaux et supermarchés, de la fabrication de produits de grande consommation ainsi que dans le secteur des nouvelles technologies et de l’énergie. Filiale de la maison de commerce japonaise Toyota Tsusho, son siège social est situé à Boulogne-Billancourt, en France.

## Histoire

### Société indépendante

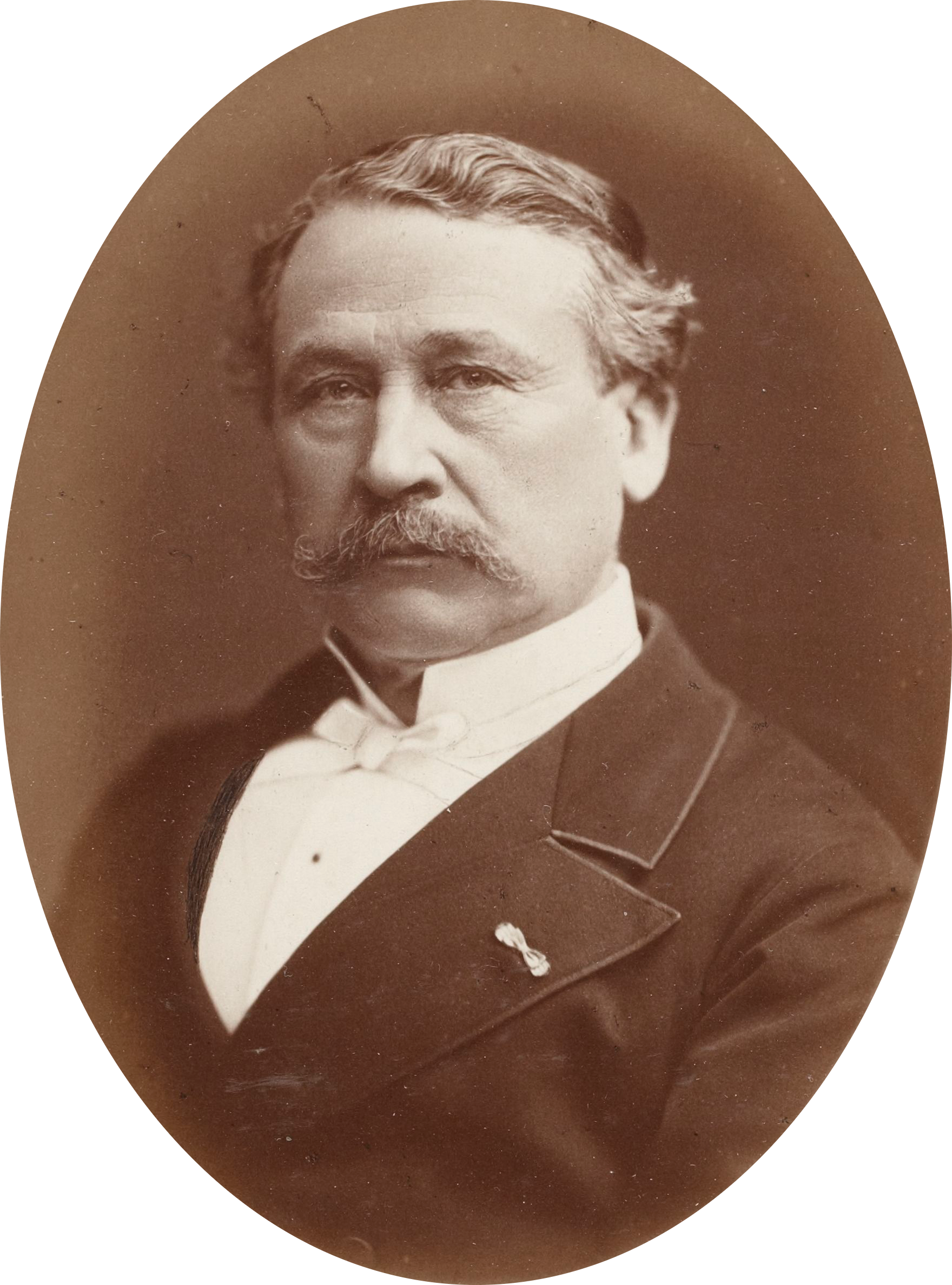
Le fondateur Charles-Auguste Verminck

En 1852, Charles-Auguste Verminck fonde « Verminck C-A et Cie » qui deviendra les « Établissements Verminck » en 1862. Ils s’implantent en Côte d’Ivoire, en Sierra Leone et au Sénégal et se spécialisent dans le commerce du cacao, de l’arachide, du savon, du caoutchouc, etc..
Cet autodidacte connaît une réussite spectaculaire et devient le « roi de l'arachide ». En 1881, à l'âge de 54 ans, il est à la tête de la plus grosse affaire jamais créée dans le commerce des oléagineux : la Compagnie du Sénégal & de la Côte occidentale d'Afrique. L'entreprise possède 27 comptoirs disséminés entre le Sénégal et le Liberia, une flottille d'une trentaine de navires et deux huileries qui emploient plus de 700 ouvriers.
La violente récession des années 1882-1897 aboutissent à la dissolution des Établissements Verminck qui se transforment et changent régulièrement de nom.
En 1887, la  « Compagnie française de l'Afrique occidentale » (C.F.A.O) de Frédéric Bohn absorbe les Établissements Verminck.
La société C.F.A.O se spécialise à ce moment-là dans le commerce de produits alimentaires et de consommation courante profitant alors du boom africain de la culture de l'arachide.
La stratégie de Frédéric Bohn est couronnée par une remarquable réussite : entre 1887 et 1912, le chiffre d'affaires de la C.F.A.O. est multiplié par sept, le taux de rentabilité explose et le nombre des comptoirs est presque quadruplé (de 46 à 151).
Progressivement, la C.F.A.O. sort de ses bases originelles (Sénégal, Gambie, Guinée, Sierra Leone) pour s'implanter au Soudan, en Côte d'Ivoire, en Gold Coast, au Dahomey et au Nigeria. Parmi les autres sociétés françaises de l'Ouest africain son réseau commercial est inégalé.
Dès 1913, la CFAO s'oriente vers la distribution automobile et la production industrielle en Afrique et devient le premier concessionnaire Ford à distribuer la célèbre Ford T en Afrique.
La CFAO élargit sa gamme de produits distribués à travers ses 400 comptoirs et investit pour la première fois dans la production locale de bières et spiritueux via des brasseries au Nigéria, en Côte d’Ivoire et au Sénégal. Cette décennie lance aussi le premier partenariat OTIS au Nigéria.
Son principal concurrent est alors la Société commerciale de l'Ouest africain (SCOA).

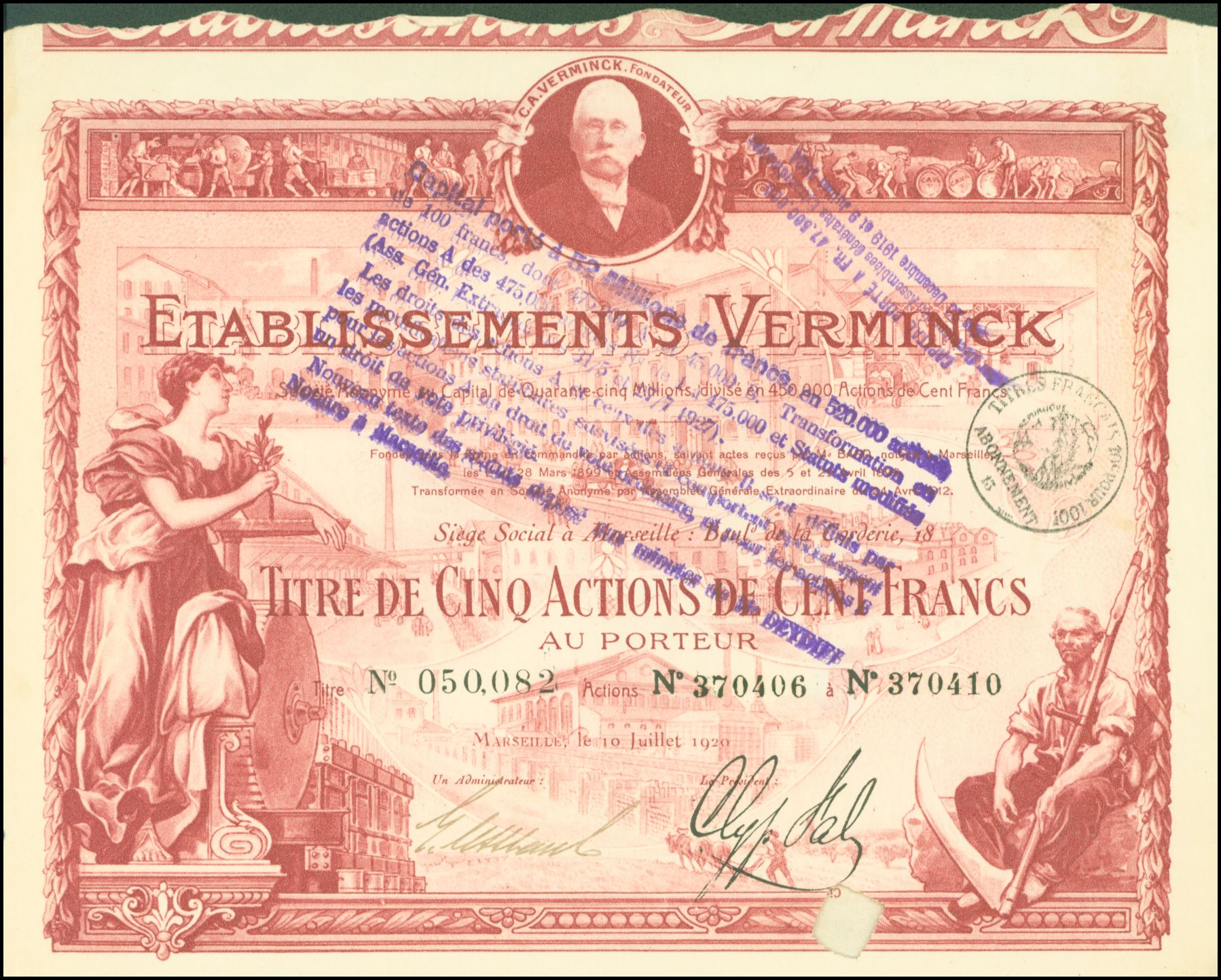
Action des Établissements Verminck en date du 10 juillet 1920

Les années 1960 voient l’activité automobile se développer fortement. Elle est portée par de nouvelles relations avec des constructeurs nippons (Toyota, Isuzu, Subaru…) et le déploiement d’une distribution multimarque dans les concessions CFAO.
Le groupe se diversifie dans le secteur du plastique avec ses premiers sites industriels NIPEN et MIPA, qui fabriquent et distribuent des stylos et produits de rasage BIC pour toute l’Afrique de l’Ouest.
C’est également à cette époque que CFAO renforce sa présence dans l’automobile avec de nouvelles implantations en Afrique de l’Est et en Outre-Mer.
En 1987, CFAO devient le principal actionnaire de la Compagnie de distribution de matériel électrique (CDME), et en 1989 de La Ruche méridionale.

### Période Pinault
En 1990, Pinault SA rachète l'entreprise, qui est démembrée de ses principales filiales.
En 1994, le groupe crée une coentreprise avec Heineken pour la gestion de leurs premières brasseries au Congo, BRASCO.
En 1996, la CFAO rachète la SCOA, son concurrent historique dans la distribution, et sa filiale Eurapharma, leader dans le secteur pharmaceutique en Afrique de l’Ouest.
En 2002, la division CFAO Technologies spécialisée dans les nouvelles technologies de l’information et de la communication est créée.
En 2009, CFAO est introduit à la Bourse de Paris.

### Filiale de Toyota Tsusho Corporation
En juillet 2012, alors que Pinault SA (devenue Pinault-Printemps-Redoute en 1994 puis Kering en 2013) se désengage progressivement de la grande distribution (vente de Printemps en 2006, Conforama en 2010, la Fnac en 2013, La Redoute en 2014).
Toyota Tsusho Corporation (TTC) annonce le lancement d'une OPA sur le groupe CFAO, avec l'acquisition de 97 % du capital du groupe.
En 2015, le groupe acquiert Missionpharma au Danemark et lance ses activités Retail en signant un accord de coentreprise avec le français Carrefour, numéro un européen de la grande distribution.
Le centre commercial PlaYce est le premier à ouvrir ses portes, en décembre 2015, à Abidjan (Côte d’Ivoire). Depuis cette date, plusieurs magasins ont ouvert en Côte d’Ivoire, mais aussi au Cameroun et au Sénégal.
2016 est l’année du « délistage » du groupe CFAO à la Bourse de Paris. Le Groupe sort alors de la cotation et devient une filiale détenue à 100% par Toyota Tsusho Corporation.
En mars 2017, CFAO se voit confier les actifs africains de TTC. et accélère son développement sur le continent.
Toujours en 2017, CFAO acquiert 51% de Maphar, usine de production de médicaments au Maroc et lance la brasserie Brassivoire en Côte d’Ivoire.
En 2018, CFAO ouvre la Multi Purpose Factory (MPF) en Côte d’Ivoire.
En 2019, CFAO fait l’acquisition de la société Unitrans Motors Group qui exploite l’un des plus importants réseaux de concessions automobiles en Afrique du Sud, avec 99 points de vente représentant différents constructeurs automobiles.
En septembre 2022, le groupe CFAO, fait face à plusieurs actions en justice au Cameroun. Elles sont intentées par des propriétaires terriens camerounais, qui contestent auprès du tribunal de Yaoundé la validité des baux emphytéotiques attribués au groupe CFAO en 2017, après l’émission d'un décret d’expropriation signé par le Premier ministre Philémon Yang,.
Le PlaYce de Yaoundé, est inauguré en présence du secrétaire général de la présidence, Ferdinand Ngoh Ngoh, en 2022.

## Métiers
CFAO opère dans plusieurs métiers :
- La distribution automobile avec CFAO Mobility (Toyota, Suzuki, ...)[23] ;
- La distribution de biens d’équipements, d’engins industriels et agricoles avec CFAO Equipment ;
- La location de flotte de véhicule avec LOXEA ;
- La distribution automobile et une offre d’approvisionnements et de logistiques pour l’industrie automobile sud-africaine avec CFAO South Africa;
- La production, la distribution et la répartition pharmaceutique ;
- Les nouvelles technologies de l’information et de la communication et les énergies renouvelables avec CFAO Technology & Energy ;
- La production et la distribution de produits de consommation ;
- La construction et la gérance de centres commerciaux en Afrique avec CFAO Retail ;
- Le commerce en ligne avec : Jumia, etc.

CFAO dispose d'un département spécialisé dans la vente aux ONG, Nations unies et grands comptes : CPS Africa.

## Implantations

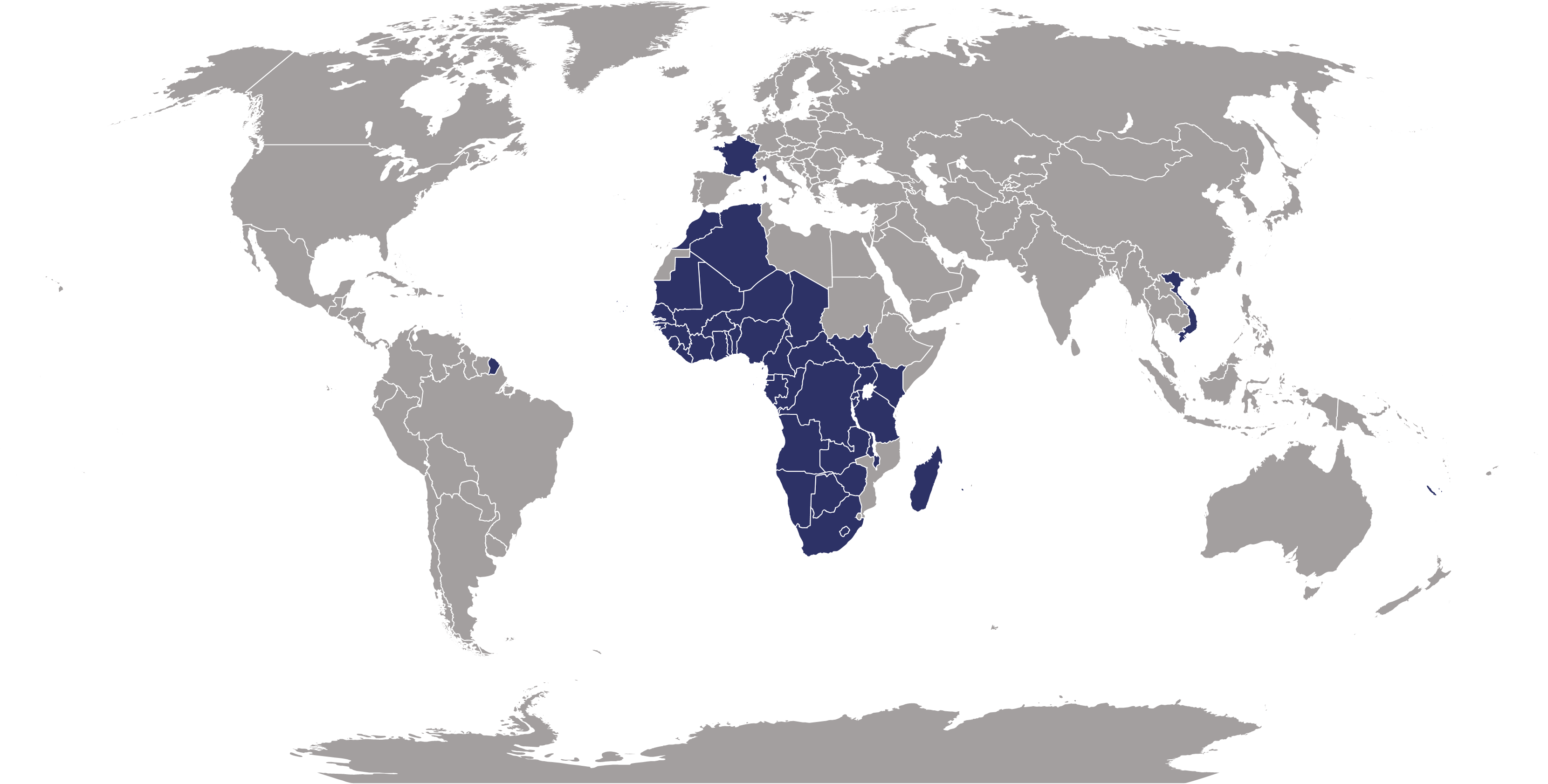
La présence de l'entreprise dans le monde

Le groupe CFAO gère 20 sites de production sur le continent africain. CFAO est implanté dans 38 pays d’Afrique, dans 6 départements et collectivités d'Outre-mer.

## Données financières
En 2024 le groupe revendique :
- 22 100 collaborateurs
- 8,4 milliards d'euros de chiffre d'affaires
- 92 % des ventes réalisées en Afrique
- 93 implantations opérationnelles dans le monde.